# Реси
Реси (груз. რესი; осет. Рес) — село в Трусовском ущелье. Находится в Казбегском муниципалитете Грузии на левом берегу реки Терека.

## История
Первое упоминание относится к 1771 году. Иоган Гильденштефт относит это селение к осетинскому округу Тирсау

До переселения в 1944 году в Ресе проживало около 50 дворов. По словам информатора Фёдора Куссаева (1910 г. рождения), в селении жили Куссаевы, переселившиеся сюда из Цимити, Кудзиевы из Унала, Калмановы из Куртатинского ущелья, Закоевы, Габулаевы и Каллаговы. Последние переселились из Сивыраута, а до этого жили, видимо, в с. Джимара Северной Осетии. Основатели селения первоначально построили башню между Ресом и Тъепом. Позже осели на месте современного Реса. Из архитектурных памятников сохранились два ганаха Кудзиевых и башня Габулаевых. Из святилищ здесь отмечены, помимо Аларды, капища в честь Ресы Уастырджи и Уацилла.